# Priscilla Presley
Priscilla Ann Presley (Nova Iorque, 24 de maio de 1945) é uma atriz, empresária, autora, produtora, socialite e ativista norte-americana, conhecida por ter sido esposa do cantor Elvis Presley, com quem teve uma filha, a também cantora Lisa Marie Presley.

## Biografia
Priscilla Ann Wagner nasceu no Brooklyn, em Nova Iorque, no dia 24 de maio de 1945, filha de Ann Lillian Iversen e do piloto da marinha americana James Frederick Wagner, seu pai faleceu em um acidente de avião, enquanto tinha apenas seis meses. Em 1948, sua mãe se casou com Paul Beaulieu, oficial da Força Aérea dos Estados Unidos, que adotou Priscilla como sua filha, passando a se chamar Priscilla Ann Beaulieu.
Nos anos seguintes, a família se mudou diversas vezes em razão da carreira de seu padrasto na Força Aérea os mudou de Connecticut para o Novo México e para o Maine. Priscilla se descreve durante esse período como "uma garotinha tímida, bonita, infeliz acostumada a se mudar de base em base a cada dois ou três anos”, mais tarde lembrou como se sentia infeliz tendo que se mudar com tanta frequência, sem saber se poderia fazer amigos para a vida toda ou se se encaixaria com as pessoas que encontraria no próximo lugar.
Em 1956, os Beaulieus se estabeleceram em Del Valle, Texas, mas logo seu padrasto foi transferido para Wiesbaden, Alemanha Ocidental. Logo ficou arrasada com a notícia, pois logo após o ensino fundamental, seu medo de ter que deixar amigos para trás e fazer novos foi mais uma vez realizado.

## Relacionamento com Elvis

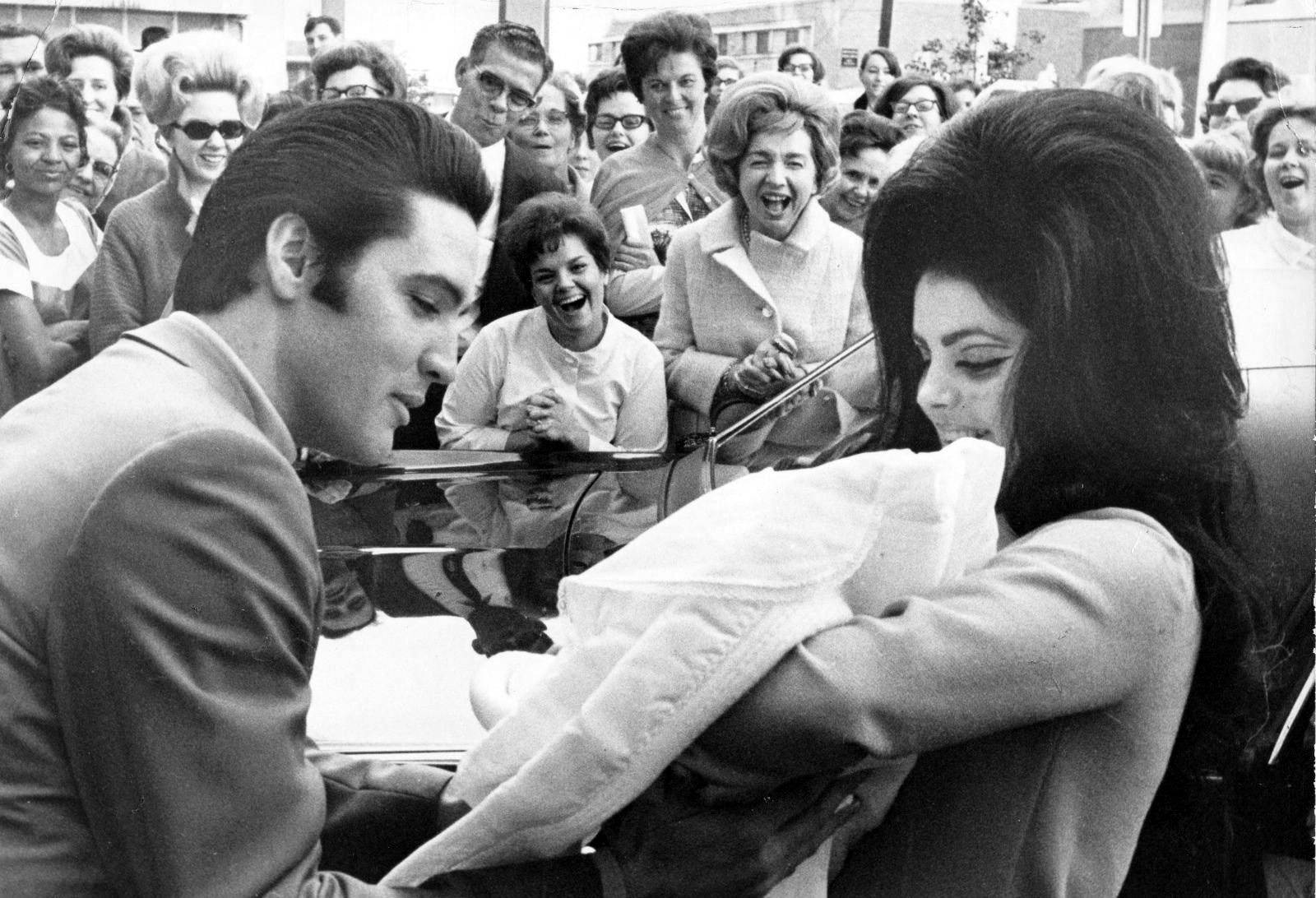
Elvis e Priscilla apresentando Lisa Marie ao público.

Em setembro de 1959, Priscilla conheceu Elvis, quando ele tinha 24 anos e ela 14, na Alemanha Ocidental, quando Elvis prestava serviço militar. Em 1962 foi convidada por Elvis para passar o natal em Graceland e de lá não foi mais embora. Elvis ficou durante quatro anos custeando seus estudos, alimentação e vestuário. Em dezembro de 1966, Elvis pediu Priscilla em casamento. Eles só se casaram em 1º de maio de 1967 em Las Vegas.
Exatos 9 meses após seu casamento, nasceu a única filha do casal, Lisa Marie, em 1º fevereiro de 1968, quando o casamento começou a se deteriorar. Segundo amigos de Elvis, às vésperas do Natal de 1972, ela saiu de casa com a filha, de repente, pegando Elvis de surpresa. Ele sabia que a separação estava por vir, mas paralelamente mantinha casos com 3 mulheres diferentes. Priscilla, também teve um amante, e o pivô da separação e divórcio foi um deles, o seu professor de karatê Mike Stone.  Além do caso de Priscilla com Stone, o seu casamento chegou ao fim devido a drogas, traições principalmente por parte de Elvis; além disso Priscilla revelou que ela e seu marido já não tinham mais uma vida íntima. Segundo Joel Williamson, autor do livro biográfico Elvis Presley: A Southern Life, o motivo do término do relacionamento entre Priscilla e Elvis, foi quando a atriz revelou que não estava mais apaixonada pelo marido e então foi estuprada por ele.

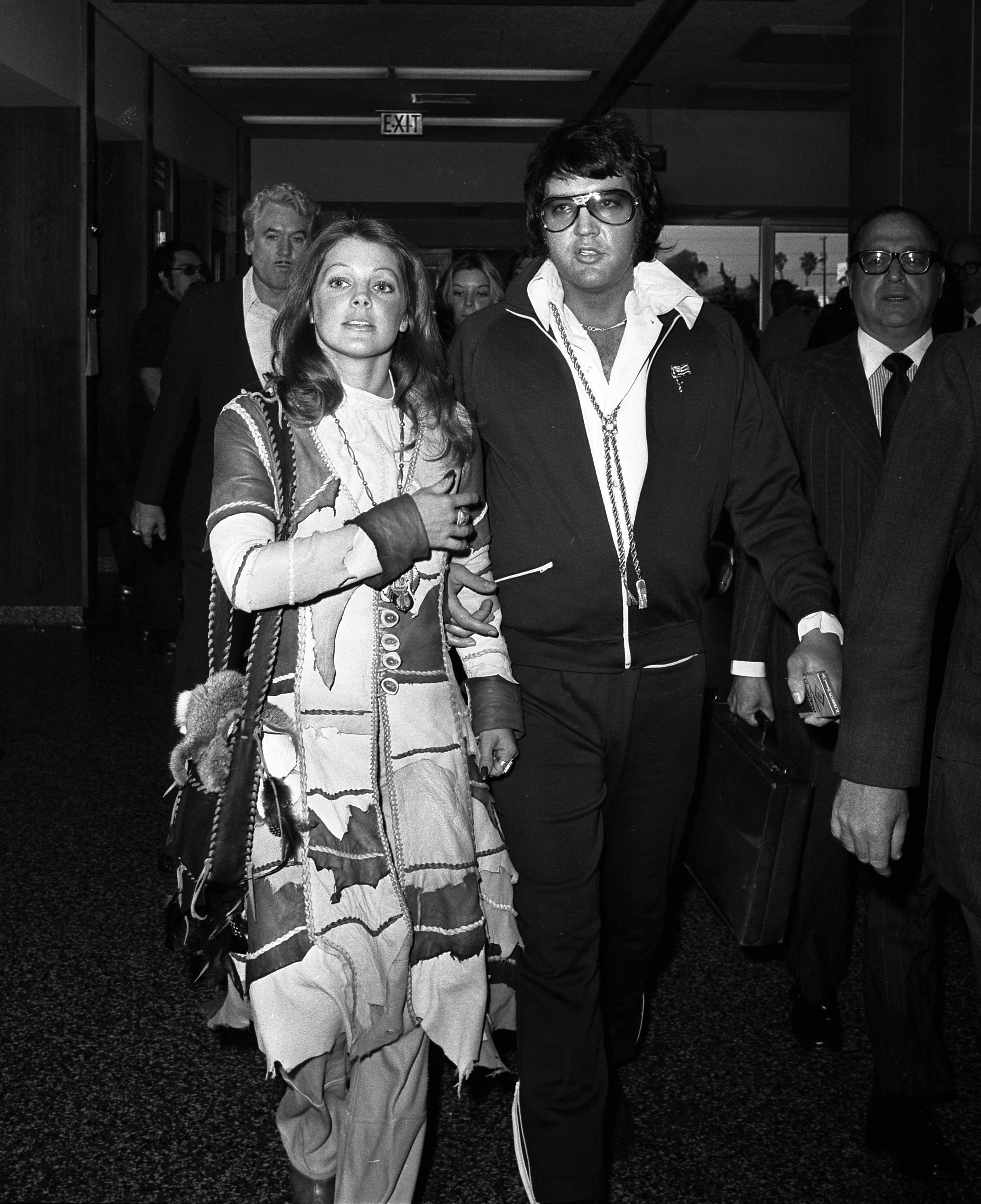
Elvis e Priscilla após oficializarem o divórcio

Em fevereiro de 1972, o casal se separou definitivamente. O astro ainda insistiu, por meses a fio, que Priscilla reconsiderasse o pedido, porém o estilo de vida dos dois, que acabou gerando a certeza de que, embora ainda o amasse profundamente, o casamento estava desfeito. Priscilla Presley relata sua história de amor com Elvis Presley no livro "Elvis and Me" (Elvis e Eu).

### Pós divórcio
Priscilla e Stone, que era seu instrutor de karatê, já estavam vivendo juntos durante o processo de divórcio. Após o divórcio, que terminou em 1973, Priscilla volta a usar seu nome de solteira, enquanto Elvis passou a dar pensão a Lisa Marie, e apesar do relacionamento conturbado, eles ainda mantinham uma relação de amizade. Nos termos do divórcio, ficou acertado que Elvis daria sua famosa Mercedes-Benz 1971, um Cadillac Eldorado 1969, uma moto Harley Davidson 1971 e o valor de US$ 100 mil à ex-esposa e que Priscilla ainda receberia metade da renda do aluguel de três imóveis que eles adquiriram quando casados.

## Vida pessoal
Priscilla manteve um relacionamento com o cantor Elvis Presley de 1962 a 1972, com quem teve uma filha chamada Lisa, nascida em 1º de fevereiro de 1968. Durante os anos finais de seu casamento com Elvis, Priscilla manteve um caso com seu professor de karatê, Mike Stone, até 1974. Ela manteve um relacionamento de longa data de 1984 a 2006 com o cineasta brasileiro Marco Garibaldi, com quem teve seu segundo filho Navarone, nascido em 1º de março de 1987.

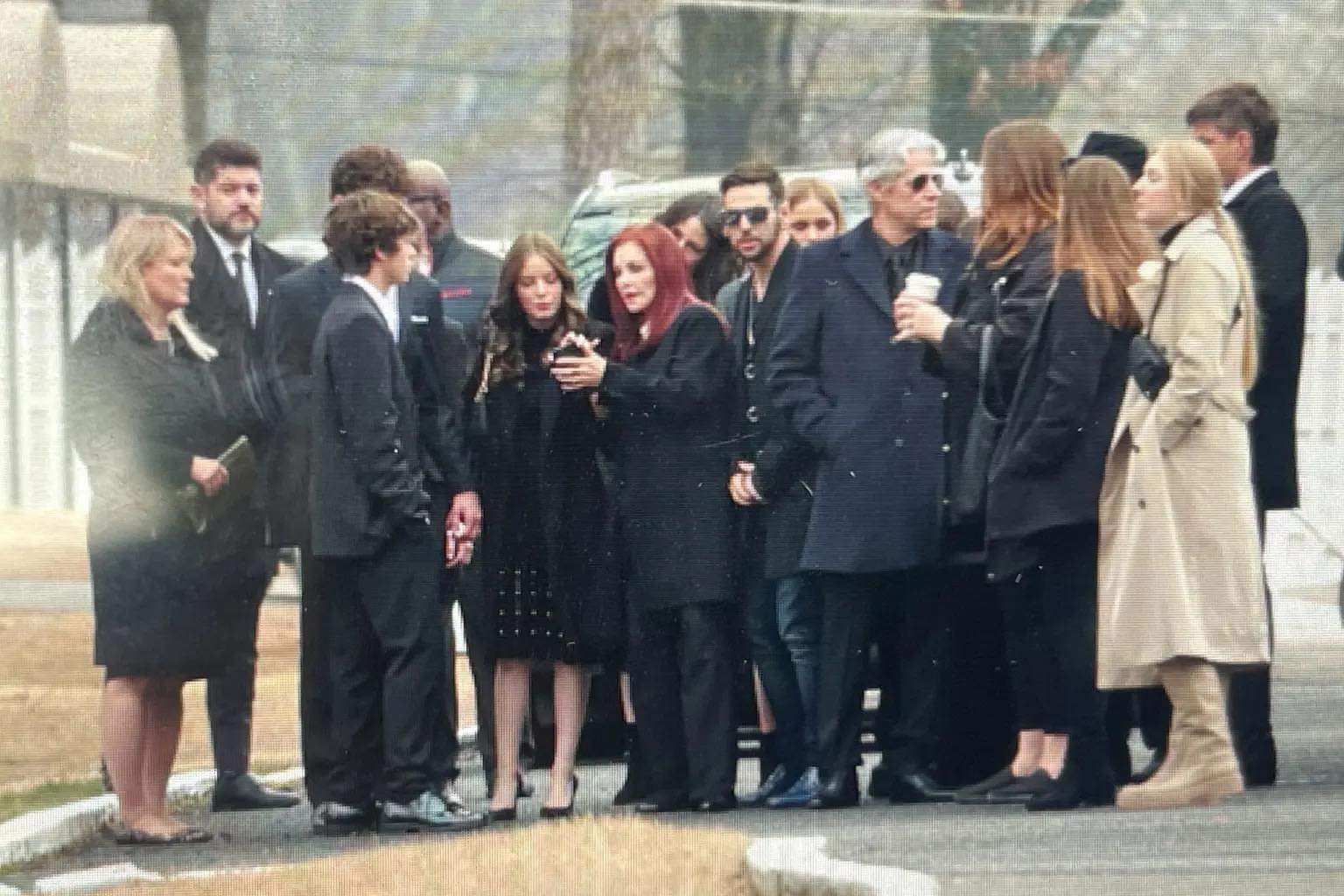
Priscilla com Finley, Navarone, Danny Keough (ex-marido de Lisa) e Ben Smith-Peterson (marido de Riley), no funeral de Lisa Marie.

Ela namorou por seis anos o ator e modelo Michael Edwards, Michael escreveu um livro, "Priscilla, Elvis and Me", o livro fala sobre sua relação com Priscilla nos anos que moraram juntos, incluindo a sua filha com Elvis, na época uma adolescente, por quem Edwards, relata ter sentido atração.
Priscilla é mãe de Lisa e Navarone, avó de Benjamin Keough (1992-2020), Riley Keough e das gêmeas Finley Lockwood e Harper Presley Lockwood e bisavó de Tupelo, filha de Riley.
Em 12 janeiro de 2023, Lisa Marie, sua filha, faleceu. A morte dela foi confirmada por Priscilla. Logo após, ela entrou com um pedido de contestação sobre o testamento de Lisa, no que diz respeito a uma “suposta emenda de 2016” que a demitiu como administradora dos bens passando totalmente para seus filhos. Após foi decidido que Priscilla será uma conselheira especial e que será enterrada em Graceland. “As coisas com a vovó vão ficar bem. Nunca deixaram de estar bem. […] Teve um bocado de turbulência, mas agora vai ser tudo como era. Ela é uma mulher linda e foi uma grande parte da criação do legado de meu avô e de Graceland. É muito importante para ela. Ele era o amor da vida dela. Qualquer coisa que sugira o contrário na imprensa me deixa triste porque, no final das contas, tudo o que ela quer é amar e proteger Graceland, a família Presley e o legado. Essa é a vida dela. Portanto, é uma grande responsabilidade que ela tentou assumir. Nenhuma dessas coisas realmente fez parte do nosso relacionamento antes. Ela é apenas minha avó”, declarou Riley.

## Carreira
Priscilla tornou-se uma empresária de sucesso ao fazer uma parceria com sua estilista Olivia Bis na Boutique Bis & Beau, que funcionou em Beverly Hills de 1974 até 1976, tendo como clientes nomes como Cher. Ela também recusou um papel no seriado As Panteras, pois não atuava e se sentia insegura para isto. Depois que o pai de Elvis, ficou doente, ele passou a Priscilla os direitos de administrar os bens de Elvis, em defesa da neta, e para que Tom Parker não assumisse os bens de Elvis. Após o falecimento de Vernon Presley,  ela contratou uma administradora especializada e assumiu Graceland. Priscilla voltou então a usar o sobrenome Presley.  
Nos anos 90, participou da comédia de grande sucesso "Corra que a Polícia Vem Aì" (The Naked Gun), ao lado de Leslie Nielsen.  
Hoje, dedica-se integralmente a Graceland e a Elvis Presley Enterprises, assim como é uma defensora do bem estar animal e ligada a associações americanas de proteção a cavalos, uma de suas grandes paixões.
Produziu uma grande parte do disco Elvis with Royal Philarmonic e lançou  um documentario exclusivo e especial para a HBO Max, Elvis Presley: The Searcher.

## Filmografia

### Televisão
| Ano       | Título                                        | Papel/Função            | Notas                 |
| --------- | --------------------------------------------- | ----------------------- | --------------------- |
| 1983      | The Fall Guy                                  | Sabrina Coldwell        | Alguns episódios      |
| 1983-1988 | Dallas                                        | Jenna Wade              |                       |
| 1988      | Elvis and Me                                  | Produtora               |                       |
| 1993      | Tales from the Crypt                          | Gina                    | Participação especial |
| 1994      | Elvis: The Tribute                            | Produtora               |                       |
| 1995      | Melrose Place                                 | Enfermeira Benson       | Alguns episódios      |
| 1996      | Touched by an Angel                           | Dr. Meg Saulter         | Participação especial |
| 1998      | Breakfast with Einstein                       | Keelin                  | Também produtora      |
| 1999      | Spin City                                     | Marie Paterno           | Alguns episódios      |
| 2008      | Dancing with the Stars                        | Participante            | Programa              |
| 2019      | Christmas at Graceland: Home for the Holidays | Ela mesma               |                       |
| 2023      | Agent Elvis                                   | Priscilla Presley (voz) |                       |

### Cinema
| Ano  | Título                                         | Papel/Função        |                                       |
| ---- | ---------------------------------------------- | ------------------- | ------------------------------------- |
| 1983 | Love Is Forever                                | Sandy Redford       |                                       |
| 1988 | The Naked Gun: From the Files of Police Squad! | Jane Spencer        |                                       |
| 1990 | The Adventures of Ford Fairlane                | Colleen Sutton      |                                       |
| 1991 | The Naked Gun 2½: The Smell of Fear            | Jane Spencer        |                                       |
| 1994 | Naked Gun 33⅓: The Final Insult                | Jane Spencer Drebin |                                       |
| 1998 | Finding Graceland                              | Produtora           |                                       |
| 1999 | Star Hayley Wagner                             | Sue Wagne           |                                       |
| 2023 | Priscilla                                      | Produtora           | Filme baseado em seu livro Elvis e eu |